# سيانيد

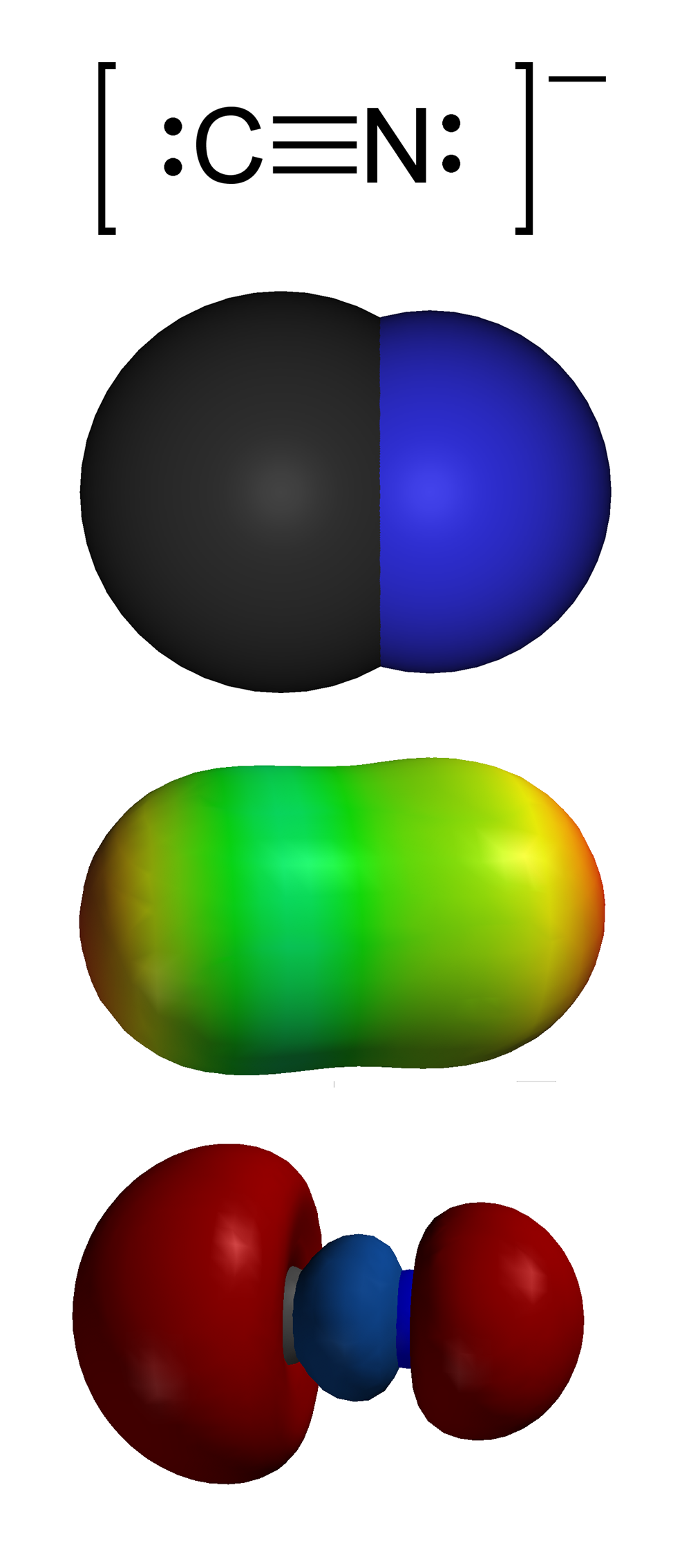
أيون السيانيد

السيانيدات هي أملاح حمض سيانيد الهيدروجين HCN، وتتميز باحتوائها على رابطة C≡N- التي تتكون من ارتباط ذرة الكربون برابطة ثلاثية مع ذرة النيتروجين.
غالباً ما يطلق اسم السيانيدات على المركبات اللاعضوية الحاوية على الرابطة C≡N- في أملاحها،  مثل سيانيد البوتاسيوم KCN أو سيانيد الصوديوم NaCN، في حين أن المركبات العضوية الحاوية عليها تسمى النتريلات مثل أسيتونتريل CH3CN.
تعد المركبات التي يمكن أن تحرر أيون السيانيد − CN من المواد شديدة السمية تجاه الحيوانات.
توجد السيانيدات بكمّيّات جدّا ضئيلة لا تتجاوز 9.8 ملغ تقريباً  في بذور بعض النباتات مثل بذور التفاح والمانجو والدراق واللوز المر  لكن ليست لها تداعيّات على الجسم، غير أنّه يُنصَح بعدم تناول تلك البذور. فقد أطلقت وكالة المعايير الغذائية البريطانية من أن كمية 190 غرام من بذور المشمش كافية لإنهاء حياة شخص. والجرعة القاتلة منه، وهي 0.2 غرام تقريباً كفيلة بانهاء حياة الإنسان بمدة لا تتجاوز بضع ثوان. لبعض مركباته رائحة تشبه رائحة اللوز المر إلا ان 40 بالمئة من البشر فقط لهم القدرة على تمييز تلك الرائحة
يعتبر أيون السيانيد متساوي إلكترونياً مع أحادي أكسيد الكربون ومع النيتروجين الجزيئي

## التصنيع
العملية الأساسية المستخدمة في تصنيع السيانيد هي عملية أندروسو (Andrussow process) والتي تُنتج سيانيد الهيدروجين الغازي من الميثان والأمونيا مع وجود أكسجين وحفاز البلاتين. 
2CH4 + 2 NH3 + 3 O2 → 2 HCN + 6 H2O
سيانيد الهيدروجين الغازي يمكن أن ينحل في محلول هيدروكسيد الصوديوم لِيَنتج عنه سيانيد الصوديوم. 

## التسمم بالسيانيد
وتعد جواهر من اخطر الكائنات الحية التي تفرز هذا السم ولا يوجد له علاج حتى الحظه

## تطبيقات
كيميائيا يستخدم سيانيد الصوديوم في استخلاص الذهب من خاماته 